# Bahukalasa samala
Bahukalasa samala är en svampart som beskrevs av Subram. & Chandrash. 1979. Bahukalasa samala ingår i släktet Bahukalasa, divisionen sporsäcksvampar och riket svampar.   Inga underarter finns listade i Catalogue of Life.